# سینه‌سرخ گلی
سینه‌سرخ گُلی (نام علمی: Petroica rosea) نام یک گونه از سرده سینه‌سرخ‌های سنگ‌نشین است.